# Vella (planta)

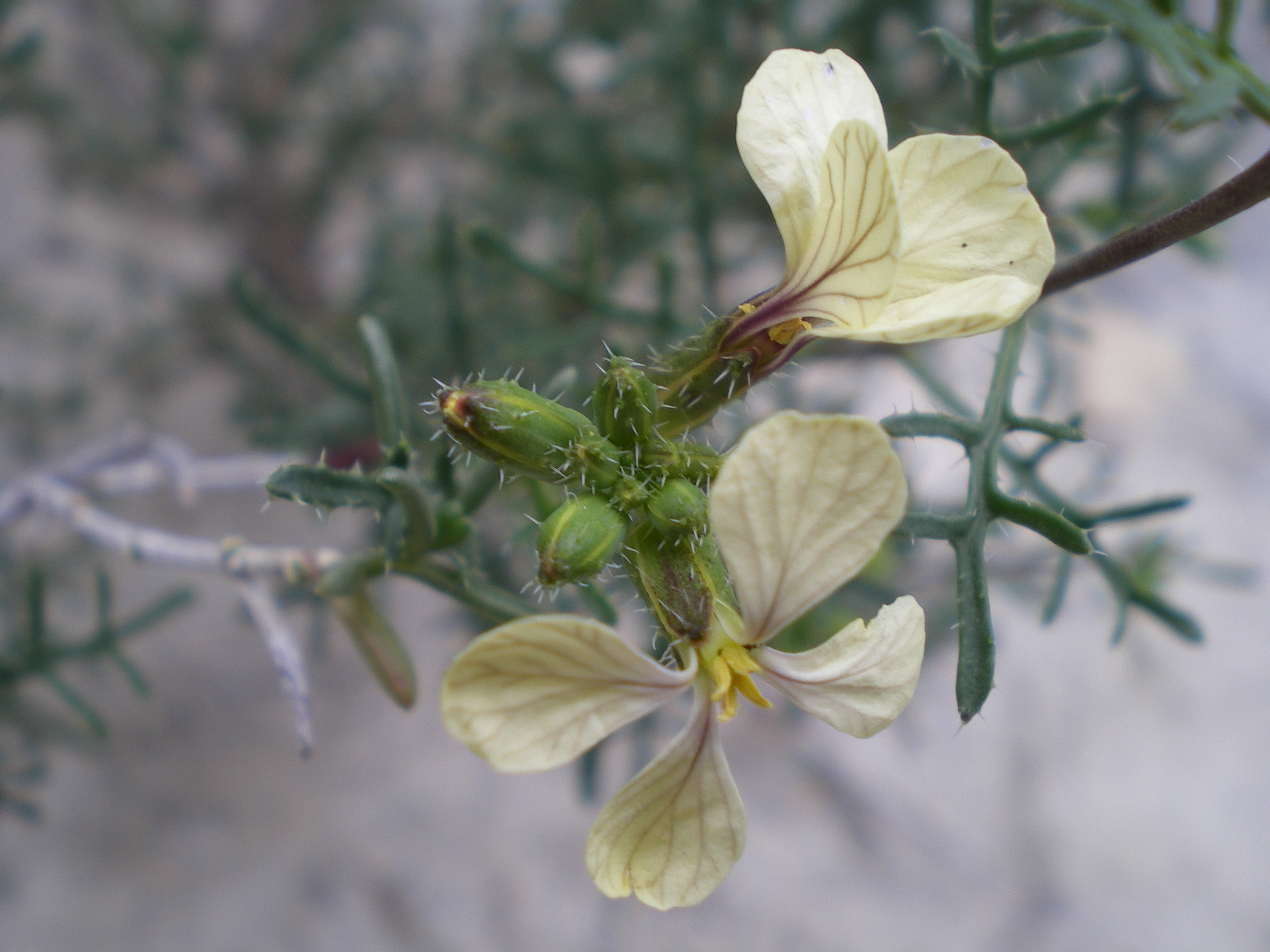
Flores de Vella bourgeana, detalle.

Vella es un género de plantas perteneciente a la familia Brassicaceae. Comprende 17 especies descritas y de estas, solo 6 aceptadas.

## Descripción
Son matas espinosas con pelos simples. Hojas enteras, sentadas, con células mirosínicas en el mesofilo. Sépalos erectos. Pétalos con uña larga, amarillos con nerviación violada. Filamentos de los estambres internos soldados 2 a 2; anteras mucronadas. Nectarios medianos muy pequeños; los laterales semilunares. Gineceo estipitado; estigma sentado, capitado-deprimido. Silicuas transversalmente articuladas, con el segmento inferior elipsoideo, bilocular, con 1-2 semillas por cavidad y 2 valvas convexas trinervadas; el superior estéril, marcadamente comprimido y liguliforme, con 5 nervios. Semillas péndulas, ápteras, pardo-pálidas; cotiledones conduplicados.

## Distribución y hábitat
Vella es un endemismo de Argelia, Marruecos, y España.

## Taxonomía
El género fue descrito por Carlos Linneo y publicado en Species Plantarum 2: 641. 1753. La especie tipo es: Vella pseudocytisus L.

## Especies
- Vella anremerica (Lit. & Maire) Gómez-Campo
- Vella bourgaeana (Coss.) Warwick & Al-Shehbaz
- Vella lucentina M.B.Crespo
- Vella mairei Humbert
- Vella pseudocytisus L. - pítano[8]
- Vella spinosa Boiss.[3]